# António de Freitas Pinto e Sousa
António de Freitas Pinto e Sousa (Vila Seca, Pinheiro, Castro Daire, 19 de janeiro de 1800 – Cerco do Porto, 29 de setembro de 1832) foi um oficial militar português, capitão do Batalhão de Voluntários Realistas de Castro Daire, morto no assalto miguelista à cidade do Porto a 29 de setembro, nas Guerras Liberais.

## Biografia
António de Freitas Pinto e Sousa nasceu em Vila Seca, freguesia de Pinheiro, do concelho de Castro D'Aire, a dezanove de janeiro do ano de 1800, e batizado aos vinte e seis do mesmo mês. Filho de Manuel Pires e de Maria de Freitas, teve uma infância na localidade de Vila Seca, na província da Beira Alta.
Em 1827, é signatário de uma escritura de dote de casamento, de modo a casar-se com D. Maria Amália Benedita das Neves, natural de Souselo. Neste mesmo documento, é apresentado como tenente. Como dote, é-lhe apresentado o o vínculo e morgado de Santo António, da freguesia de Pinheiro, juntamente com outros bens e mais de duzentos mil réis. Morgado esse que, lhe iria dar problemas de disputas legais, problemas esses que teria até ao fim da sua vida.

## Guerra Civil Portuguesa
Com o despoletar da Guerra Civil Portuguesa, a Beira Alta, colocar-se-á, na sua grande maioria do lado miguelista. Dentro das várias localidades da Beira Alta, das com maior pendor tradicionalista seria precisamente, o concelho de Castro Daire. São formados, portanto, ao longo de todo o País, em especial nas regiões mais agrárias e católicas, Batalhões de Voluntários Realistas, dentro daquilo que, mais tarde, se designou, os Corpos de Voluntários Realistas. Rapidamente, é formado, de modo a apoiar a causa miguelista, o Batalhão de Voluntários Realistas de Castro D'Aire, comandados pelo Coronel João de Melo e Sampaio Almeida Albuquerque, também ele célebre e acérrimo defensor do miguelismo.
No ano de 1832, com o desembarque das forças liberais no Porto, as forças realistas, um pouco por todo o País, deslocam-se para a retomada da cidade do Porto. Com a criação e o provisionamento possível do Batalhão de Voluntários Realistas de Castro Daire, estes deslocam-se para o Cerco do Porto, de modo a reforças as forças sitiantes. Nesta força, encontra-se António de Freitas, como capitão da mesma força.
Em setembro de 1832, as forças realistas no Porto rondavam os onze mil homens. Com a aproximação do dia de S. Miguel, a 29 de setembro, e com a grande superioridade numérica, decidiu o comandante das forças realistas, Gaspar de Magalhães e Lacerda, 1.º Visconde de Peso da Régua, de desencadear um forte ataque às linhas de defesa da cidade liberais, com o intuito de celebrar o dia do santo (cujo nome era o mesmo do soberano), da melhor forma. O ataque, focar-se-ia numa ofensiva de quatro frentes, desencadeadas pela 2.ª e 4.ª Divisões, juntamente com o Novo Regimento de Infantaria de Lisboa.
Na noite de 28 de setembro, são, por isso iniciadas as preparações para o grande assalto. Algumas fortificações de pedra, e outros redutos são desfeitos, de modo a serem abertos caminhos para a mobilização de artilharia, e abertura de caminhos para a infantaria. Entre as seis e as sete da manhã de dia 29 de setembro, dá-se, então, o grande assalto às posições liberais. Inicialmente, com a iniciativa e o ímpeto do assalto, as forças liberais tomam bastantes baixas, e são obrigadas a recuar, em alguns casos de forma desordeira, para posições mais recuadas. Na região da Campanhã, aproveitando o nevoeiro matinal, as forças da 2.ª Divisão realista passam a ponte da Campanhã, entrando mesmo na cidade, e obrigando os piquetes liberais a tomarem posições nas trincheiras. Na Rua do Prado (depois, Rua 29 de setembro, e atualmente Rua do Heroísmo), as forças realistas são recebidas com uma forte resistência, levando a um número elevadíssimo de baixas do lado realista. Destes, o capitão António Pinto e Sousa é um deles, tendo sido morto nesta ofensiva, em combate.